# Cryptodesmus modestus
Cryptodesmus modestus är en mångfotingart som beskrevs av Filippo Silvestri. Cryptodesmus modestus ingår i släktet Cryptodesmus och familjen Cryptodesmidae. Inga underarter finns listade i Catalogue of Life.